# 提摩西·西蒙斯
提摩西·西蒙斯（Timothy Simons，1982年5月11日—）是美國的一位演員。他最著名的角色是在HBO影集副人之仁中飾演Jonah Ryan角色，他也憑藉這個角色獲得兩項美國演員工會獎的提名。它還出演過性本惡和名嘴出任務。